# Richard Coyle
Richard Coyle (Sheffield, 27 de febrero de 1974) es un actor británico.

## Biografía
Es el segundo de cinco hijos.
Es buen amigo del actor israelí Oded Fehr (1972-) y del actor británico Dean Lennox Kelly (1975-).
En agosto de 2004 se casó con la actriz británica Georgia Mackenzie. En 2008 tuvieron una hija, Purdy Coyle. Sin embargo la relación se terminó en 2010.
Desde inicios de 2011 Richard está en pareja con la actriz irlandesa Ruth Bradley.

## Carrera
En 1998 se graduó del Old Vic Theatre School.
Ese mismo año se unió al elenco de la película The Life and Crimes of William Palmer donde interpretó a John Parsons Cook, un amigo y víctima del médico inglés William Palmer, la película se basa en la vida y crímenes reales de Palmer.
En el 2000 se unió al elenco de la serie Coupling donde interpretó al contador Jeff Murdock, el mejor amigo de Steve Taylor (Jack Davenport) y compañero de trabajo de Susan, hasta el 2002 después de que su personaje decidiera irse en la cuarta temporada.
En 2003 se unió al elenco de la serie Strange donde dio vida a John Strange, un exsacerdote despedido bajo circunstancias misteriosas; luego se revela que Strange estaba siendo erróneamente implicado en una serie de asesinatos en la zona los cuales eran en realidad obra del demonio.
En 2007 se unió al elenco de la serie The Whistleblowers donde interpretó al abogado Ben Graham.
En 2010 interpretó al príncipe Tus, el hermano mayor de los príncipes Dastan y Garsiv en la película Prince of Persia: The Sands of Time.
En 2011 se unió al elenco de la película 5 Days of August donde interpretó a Sebastian Ganz, un reportero británico.
En 2012 apareció en varios episodios de la tercera temporada de la serie estadounidense Covert Affairs donde dio vida a Simon Fischer, un capitalista y un supuesto espía que se convierte en uno de los objetivos de Annie.
En 2013 apareció en la miniserie Life of Crime donde dio vida al detective sargento Ray Deans.
En 2014 se unió al elenco de principal de la serie Crossbones, en la que interpretó a Tom Lowe, un calificado espía y asesino británico que es enviado para ganar la confianza de Edward Blackbeard Teach (John Malkovich) y así acabar con su poder, hasta el final de la serie ese mismo año luego de que fuera cancelada al finalizar su primera temporada debido al bajo rating.
A finales de 2016 se anunció que se había unido al elenco del drama The Collection donde dará vida a Paul Sabine. En la serie compartirá créditos con los actores Tom Riley, Frances de la Tour y Mamie Gummer.

## Filmografía

### Series de televisión
| Año           | Título                         | Personaje              | Notas                                           |
| ------------- | ------------------------------ | ---------------------- | ----------------------------------------------- |
| 1998          | Hetty Wainthropp Investigates  | Dr. Miles Miller       | episodio "A Minor Operation"                    |
| 1999          | Wives and Daughters            | Mr. Coxe               | 2 episodios - miniserie                         |
| 1999          | Greenstone                     | Sir Geoffrey Halford   | -                                               |
| 1999          | Up Rising                      | Martin Marr            | miniserie                                       |
| 2000-2002     | Coupling                       | Jeffrey "Jeff" Murdock | 22 episodios                                    |
| 2000          | Dalziel and Pascoe             | Martin Hallingsworth   | episodio "A Sweeter Lazarus"                    |
| 2000          | Hearts and Bones               | Will Stenner           | episodio "There Is a Light That Never Goes Out" |
| 2003          | Strange                        | John Strange           | 6 episodios                                     |
| 2007          | The whistleblowers             | Ben Graham             | 6 episodios                                     |
| 2012          | Covert affairs                 | Simon Fischer          | 7 episodios                                     |
| 2013          | Life of crime                  | Det. Ray Deans         | 3 episodios - miniserie                         |
| 2014          | Crossbones                     | Tom Lowe               | 9 episodios                                     |
| 2015          | A.D. The Bible Continues       | Caifás                 | 12 episodios                                    |
| 2018-presente | Chilling Adventures of Sabrina | Father Blackwood       | Personaje principal, serie de TV Netflix        |

### Películas
| Año  | Título                                | Personaje           | Notas                                                                                                |
| ---- | ------------------------------------- | ------------------- | --- |
| 1998 | Macbeth                               | Loon                | junto a Sean Pertwee, Greta Scacchi, Jack Davenport, Shane Richie y Lorcan Cranitch                  |
| 1998 | The life and crimes of William Palmer | John Parsons Cook   | junto a Keith Allen, Linda Bassett, Judy Cornwell y Ron Donachie                                     |
| 1998 | What Rats Won't Do                    | Periodista          | junto a James Frain, Natascha McElhone, Samantha Bond, Peter Capaldi, Charles Dance y Parker Posey   |
| 1999 | Human traffic                         | Andy                | junto a John Simm, Shaun Parkes, Danny Dyer y Terence Beesley                                        |
| 1999 | Topsy-Turvy                           | Mr. Hammond         | junto a Allan Corduner, Dexter Fletcher, Timothy Spall, Jim Broadbent, Andy Serkis y Kevin McKidd    |
| 2000 | Lorna Doone                           | John Ridd           | junto a Martin Clunes, Aidan Gillen, Amelia Warner, Joanne Froggatt, Anthony Calf y Barbara Flynn    |
| 2001 | Happy Now                             | Joe Jones           | junto a Emmy Rossum, Robert Pugh, Jonathan Rhys Meyers, Ioan Gruffudd, Susan Lynch y Om Puri         |
| 2001 | Othello                               | Michael Cass        | junto a Eamonn Walker, Christopher Eccleston, Keeley Hawes y Bill Paterson                           |
| 2001 | Sword of Honour                       | Trimmer McTavish    | junto a Daniel Craig, Katrin Cartlidge, Simon Chandler y Nick Bartlett                               |
| 2001 | Young Blades                          | Conde Morlas        | junto a Hugh Dancy, Callum Blue, Sarah-Jane Potts y Ben Cross                                        |
| 2002 | Strange                               | John Strange        | junto a Samantha Womack, Ian Richardson, Peter Copley, Samuel Barnett y Alastair Mackenzie           |
| 2003 | Blight                                | Blight              | corto; junto a Mary Woodvine                                                                         |
| 2003 | Friday night in                       | Ben                 | corto; junto a Flora Montgomery, Claire Goose, Tam Williams y Bill Trent                             |
| 2004 | The Libertine                         | Alcock              | junto a Johnny Depp, John Malkovich, Sam Morton, Rosamund Pike, Tom Hollander y Rupert Friend        |
| 2004 | Gunpowder, treason & plot             | Catesby             | junto a Kevin McKidd, Clémence Poésy, Maria Popistasu, Catherine McCormack y Carmen Ungureanu        |
| 2006 | Cracker                               | Det. Walters        | junto a Robbie Coltrane, Anthony Flanagan, Andrea Lowe, Barbara Flynn y Kieran O'Brien               |
| 2006 | A Good Year                           | Amis                | junto a Russell Crowe, Albert Finney, Marion Cotillard, Abbie Cornish, Tom Hollander y Rafe Spall    |
| 2006 | The Best Man                          | Michael Sheldrake   | junto a Keeley Hawes, Toby Stephens, George Irving y Indra Ové                                       |
| 2006 | Ultra                                 | -                   | junto a Lena Headey, Claudio Chiodo, Paulino Nunes, Neil Davison, Majandra Delfino y Peter Dinklage  |
| 2007 | The History of Mr Polly               | Jim                 | junto a Lee Evans, Anne-Marie Duff, Julie Graham y Roger Lloyd Pack                                  |
| 2008 | Franklyn                              | Dan                 | junto a Eva Green, Ryan Phillippe, Sam Riley, Bernard Hill, James Faulkner y Susannah York           |
| 2008 | The Pro                               | Tony Kirby          | junto a Mark Heap, Andrew Lincoln y Suteara Vaughn                                                   |
| 2009 | Octavia                               | Gareth Llewellyn    | junto a Patrick Baladi, Tamsin Egerton, Alice Glover y Tom McKay                                     |
| 2010 | Prince of Persia: The Sands of Time   | Tus                 | junto a Jake Gyllenhaal, Gemma Arterton, Ben Kingsley, Alfred Molina, Steve Toussaint y Toby Kebbell |
| 2010 | Going Postal                          | Moist von Lipwig    | junto a Paula Lane, David Suchet, Claire Foy y Andrew Sachs                                          |
| 2011 | 5 Days of August                      | Sebastian Ganz      | junto a Rupert Friend, Johnathon Schaech, Rade Serbedzija, Andy García y Val Kilmer                  |
| 2011 | W.E.                                  | William Winthrop    | junto a Annabelle Wallis, Abbie Cornish, Natalie Dormer, James D'Arcy, James Fox y Laurence Fox      |
| 2012 | Grabbers                              | Garda Ciarán O'Shea | junto a Ruth Bradley, Russell Tovey, Lalor Roddy, David Pearse, Bronagh Gallagher y Pascal Scott     |
| 2012 | Outpost: Black Sun                    | Wallace             | junto a Clive Russell, Catherine Steadman, Nick Nevern, Julian Wadham y Daniel Caltagirone           |
| 2012 | Pusher                                | Frank               | junto a Bronson Webb, Agyness Deyn, Mem Ferda, Zlatko Buric y Paul Kaye                              |
| 2012 | The food guide to love                | Oliver              | junto a Leonor Watling, Ciara Bailey, Michelle Beamish, Lorcan Cranitch y Simon Delaney              |
| 2014 | Dream on                              | John Richardson     | junto a Sienna Guillory, Chris Cowlin, Michael Lindall, Ben Cura, Jill Buchanan y Michael Byers      |
| 2015 | Vengeance waits                       | -                   | - |
| 2016 | The Collection                        | Paul Sabine         | junto a Tom Riley, Frances de la Tour, Mamie Gummer, Allan Corduner y Stanley Townsend               |

### Videojuegos
| Año  | Título                          | Personaje   | Notas                           |
| ---- | ------------------------------- | ----------- | ------------------------------- |
| 2007 | FolksSoul: Ushinawareta denshou | Keats       | prestó su voz para el personaje |
| 2010 | Fable III                       | Solicitante | prestó su voz para el personaje |

### Apariciones
| Año | Título | Personaje | Notas | 2001 | The look across the eyes/lovely evening | Laurence | radio |

### Teatro
| Año        | Título                 | Personaje    | Director (a)     | Teatro              | Notas                                                                          |
| ---------- | ---------------------- | ------------ | ---------------- | ------------------- | ------------------------------------------------------------------------------ |
| 1998       | A view from the bridge | Rodolpho     | -                | Haymarket Theatre   | -                                                                              |
| 2001       | The York realist       | -            | Peter Gill       | Strand Theatre      | junto a Lloyd Owen, Anne Reid, Caroline O'Neill, Ian Mercer y Wendy Nottingham |
| 2002       | Proof                  | -            | -                | Donmar Warehouse    | junto a Gwyneth Paltrow                                                        |
| 2003       | After Miss Julie       | John         | Michael Grandage | Donmar Warehouse    | junto a Helen Baxendale y Kelly Reilly                                         |
| 2004, 2005 | Don Carlos             | -            | -                | Teatro Gielgud      | junto a Derek Jacobi, Elliot Cowan, Una Stubbs, Ian Hogg y Peter Eyre          |
| 2006       | Look back in anger     | Jimmy Porter | -                | Theatre Royal       | -                                                                              |
| 2008       | The collection         | James        | -                | Ambassadors Theatre | junto a Gina McKee, Charlie Cox y Timothy West                                 |
| 2008       | The lover              | -            | -                | Ambassadors Theatre | junto a Gina McKee, Charlie Cox y Timothy West                                 |
| 2010       | Polar bears            | John         | -                | Donmar Warehouse    | -                                                                              |